# Sidney Sussex College
Il Sidney Sussex College, spesso soprannominato Sidney,  è uno dei collegi costituenti l'Università di Cambridge.

## Storia
Costruito nel 1596, prende il nome dalla sua fondatrice, Frances Sidney, contessa del Sussex. Il famoso condottiero e politico Oliver Cromwell fu tra i primi studenti del Sidney. Originariamente costruito in mattoni rossi, fu ristrutturato all'inizio del XIX secolo e ricoperto di cemento per rafforzarlo.
Il Sidney Sussex è fra i più piccoli collegi con soli 350 undergraduates; si classifica solitamente intorno alla metà della Tomkins Table, graduatoria della performance accademica dei vari collegi.